# Riacho Wyomissing
Riacho Wyomissing é um afluente do rio Schuylkill que corre por 9,1 milhas (14,6 km) no condado de Berks, Pensilvânia, nos Estados Unidos. 
O riacho Wyomissing junta-se ao rio Schuylkill na fronteira de West Reading Borough e da cidade de Reading, Pensilvânia.
Wyomissing é um nome derivado da língua Shawnee que significa "lugar de planícies".